# Jiddisch musik
Jiddisch musik er en film instrueret af Marian Hirschorn.

## Handling
I tiden før 2. Verdenskrig levede Østeuropas jøder i små byer, "shtetlekh", og talte næsten udelukkende jiddisch – en slags tysk blandet med hebraisk og lokalt sprog. Musik spillede en væsentlig rolle i deres liv. Nu eksisterer disse byer ikke mere, og med den ældre generation forsvinder også jiddisch som levende sprog. Gennem sang og musik beskrives miljøet dengang.